# Gusti Yehoshua Braverman
 (décembre 2020).
Si vous disposez d'ouvrages ou d'articles de référence ou si vous connaissez des sites web de qualité traitant du thème abordé ici, merci de compléter l'article en donnant les références utiles à sa vérifiabilité et en les liant à la section « Notes et références ».
Gusti Yehoshua Braverman (en hébreu גוסטי יהושע ברוורמן) est la directrice du Département des Activités de la diaspora pour l'Organisation sioniste mondiale. Auparavant elle occupait le poste de directrice adjointe du mouvement Judaïsme progressiste en Israël, et de directrice de la Tamar Dance Company.

## Biographie
Gusti Yehoshua Braverman est née en Israël. Elle a fréquenté l'Université hébraïque de Jérusalem, où elle obtient une licence en Science Sociale et Communication, suivi d'un Master en Communication de Masse. Gusti a occupé le poste de directrice de la compagnie de danse Tamar de 1990-1992, ainsi que le poste de directrice adjointe du Mouvement israélien pour le Judaïsme progressiste en Israël à partir de septembre 1993 jusqu'en juillet 2010.
Gusti a représenté le mouvement de réforme juive au Congrès sioniste mondial, et a été élue comme membre exécutif à l'Organisation sioniste mondiale durant le 36e Congrès sioniste mondial, en tant que coprésidente du Département des activités sionistes de la diaspora en 2010. Elle a également été membre du bureau de l'Agence juive pour Israël depuis 2010, et du Conseil du département pour la commémoration de Theodor Herzl. Elle est actuellement la présidente du Département pour Diasopra activités.

## Présidente du Département des activités en diaspora
En tant que présidente du Département des activités en diaspora de l'Organisation sioniste mondiale, Gusti travaille avec les fédérations sionistes du monde entier afin de promouvoir des activités et des événements éducatifs sionistes, comme FeminIsrael, une campagne dont le but était de célébrer l'histoire des femmes et femmes en Israël. Elle a aussi dirigé la création de la série Beit Ha'am, textes pédagogiques sur différents sujets sionistes. Elle a également travaillé en étroite collaboration avec le Centre Herzl à Jérusalem afin d'organiser des expositions éducatives interactives pour le centre